# Caldonó
Caldonó là một khu tự quản thuộc tỉnh Cauca, Colombia. Thủ phủ của khu tự quản Caldonó đóng tại Caldonó Khu tự quản Caldonó có diện tích 444 ki lô mét vuông. Đến thời điểm ngày 28 tháng 5 năm 2005, khu tự quản Caldonó có dân số 23686 người.